# Bulinus natalensis
Bulinus natalensis е вид коремоного от семейство Planorbidae.

## Разпространение
Видът е разпространен в Етиопия, Камерун, Кения, Малави, Мозамбик и Южна Африка.